# 아이캐치
아이캐치(영어: eyecatch, 일본어: アイキャッチ)는 일본 TV 프로그램에서 방송되는 프로그램 타이틀 크레딧을 말한다. 프로그램의 시작·종료시 및 중간의 광고 방송 전후에 사용된다.

## 개요
대부분 전자 자막 등으로 전체 화면으로 표시된다. 프로그램 종료시에 제공 크레딧을 표시할 때의 배경이나 그 후에 표시되는 것은 엔드카드라고 부르는 경우가 많다.
TV 드라마나 버라이어티 프로그램 등에서는 화면 끝에 슈퍼임포즈를 넣는 정도의 소극적인 연출로 끝마칠 수도 있다.
NHK나 일부 유료 방송국(WOWOW나 스카이퍼펙 등)과 같은 광고가 들어가지 않는 방송국의 프로그램에서도 아이캐치가 삽입되는 경우가 있다(NHK가 처음으로 사용한 프로그램은 《미래소년 코난》).

### TV 애니메이션의 사례
TV 애니메이션의 엔드카드로는 애니메이션 원작자, 출판사 관련 작가, 게스트 일러스트레이터, 만화가 등에 의해 새로 그린 일러스트를 사용하는 경우가 있다.
작품에 따라 매회 고정된 영상을 내보내는 경우도 있고, 각 화마다 다른 영상을 내보내는 경우도 있다. 장면의 일부를 편집해 전용 아이캐치가 제작되기도 한다.
광고가 있는 방송국이 제작한 것은 A파트 종료 후와 B파트 개시 전에 2회, 광고가 없는 방송국이 제작한 것은 A파트와 B파트 사이에 1회 삽입된다.
아이캐치를 간단한 퀴즈로 만들기도 하며, A파트 종료 후에 아이캐치로 출제하고, B파트 시작 전에 아이캐치로 답을 알려준다.
외국의 애니메이션 채널의 대부분은 일본 애니메이션을 방영할 때 오리지널 아이캐치를 해당 채널만의 아이캐치로 대체한다. 이는 주력 콘텐츠인 해외 애니메이션에 맞춰 모든 방송 작품에 채널의 독자적인 아이캐치가 제작되고 있기 때문이다.
TV 프로그램 이외에도 OVA나 극장판 애니메이션 등의 연출로 아이캐치가 삽입되는 작품들도 있다.

## 같이 보기
- 애니메이션
- 징글 (라디오)